# Heteronyx parvulus
Heteronyx parvulus är en skalbaggsart som beskrevs av Macleay 1888. Heteronyx parvulus ingår i släktet Heteronyx och familjen Melolonthidae. Inga underarter finns listade i Catalogue of Life.